# Didier Conrad
Didier Conrad (ur. 6 maja 1959 r. w Marsylii) – francuski pisarz i scenarzysta komiksowy. Od 2013 autor rysunków do albumów komiksowych o Asteriksie.

## Twórczość

### Komiksy o Asteriksie
W 2011 r. grupa mediowa Hachette (właściciel praw autorskich do Asteriksa) ogłosiła, że komiksy - dotychczas tworzone przez Alberta Uderzo - będą ilustrowane przez Didiera Conrada, a za scenariusze odpowiadać będzie Jean-Yves Ferri.
Ulubionym albumem Conrada z serii jest Asteriks i Kleopatra, a ulubionymi bohaterami - Kleopatra, Falbala i Panoramiks.
Komiksy o Asteriksie z rysunkami Conrada:
- Asteriks u Piktów (2013),
- Papirus Cezara (2015),
- Asteriks w Italii (2017),
- Córka Wercyngetoryksa (2019),
- Asteriks i Gryf (2021).